# Klein Schierstedt
Klein Schierstedt è una frazione della città tedesca di Aschersleben, nella Sassonia-Anhalt.

Conta (2003) 615 abitanti.

## Storia
Klein Schierstedt fu nominata per la prima volta nel 1010.

Costituì un comune autonomo fino al 4 marzo 2005.